# Angels in Stardust
Angels in Stardust é um filme estadunidense de comédia dramática escrito e dirigido por William Robert Carey e estrelado por Alicia Silverstone, Billy Burke, Michael Spears e AJ Michalka. O filme é a estreia de Carey na direção, e é baseado no romance Jesus in Cowboy Boots, que Carey também escreveu. Foi lançado nos cinemas e em vídeo sob demanda em 21 de fevereiro de 2014.

## Sinopse
Uma garota de uma pequena cidade (Michalka) que vive em uma comunidade do Texas construída em um estúdio drive-in abandonado procura um amigo imaginário, Cowboy (Burke), em busca de consolo de sua mãe egocêntrica (Silverstone) e do mundo perigoso que a cerca. Ela e seu irmão mais novo fizeram amizade com o solteirão nativo americano Tenkill (Spears), que compartilhou histórias com eles que lançaram uma nova luz sobre seu passado e seu presente.

## Elenco
- Alicia Silverstone como Tammy Russell
- Billy Burke como Cowboy
- AJ Michalka como Vallie Sue Russell
- Amelia Rose Blaire como Loretta
- Michael Spears como Tenkill
- Jeannetta Arnette como Jacqueline Windsor
- Chandler Massey como Angelo
- Sierra Fisk como Principal
- Dennis Cockrum como Sr. Sunday
- Darin Heams como Old Ray
- Tyler Riggs como Mickey
- Adam Taylor como Pleasant Russell
- Kelly Ramel como Francine